# Správná modrá
Správná modrá (v anglickém originále True Blue) je americký dramatický televizní seriál, jehož autorem je David J. Kinghorn. Vysílán byl v letech 1989–1991 na stanici NBC, celkem vzniklo 13 dílů. V Česku byl seriál vysílán od 22. prosince 1996 do 9. března 1997 na TV Nova.

## Příběh
Příslušníci speciální jednotky ESU newyorské policie řeší závažné případy, u kterých je vyžadovány zásahové policejní týmy.

## Obsazení
- John Bolger jako důstojník Bobby Traverso
- Leo Burmester jako důstojník Red Tollin
- Dick Latessa jako detektiv Mike Duffy
- Nestor Serrano jako důstojník Geno Toffenelli
- Grant Show jako kadet Casey Pierce
- Beau Starr jako poručík Bill Triplett
- Tim Van Patten jako seržant Andy Wojeski
- Ally Walker jako důstojník Jessy Haleyová
- Darnell Williams jako důstojník David Odom
- Elya Baskin jako Jurij (v originále Yuri)
- Eddie Velez jako důstojník Frankie Avila
- Rich Hall jako technik ESU (pouze pilotní film)